# مایکل مورتون
مایکل مورتون (به انگلیسی: Michael Morton) متولد ۱۲ اوت ۱۹۵۴ (معادلی شمسی: ۲۱ مرداد ۱۳۳۳) یک شهروند آمریکایی است که در دادگاه شهرستان ویلیامسون ایالت تگزاس به اتهام قتل همسرش (کریستین مورتون) به مدت ۲۵ سال به زندان رفت. اما بعد از دو دهه و نیم از حضور وی در زندان مشخص شد که قاتل فردی دیگر بوده و او به اشتباه در زندان مانده‌است.

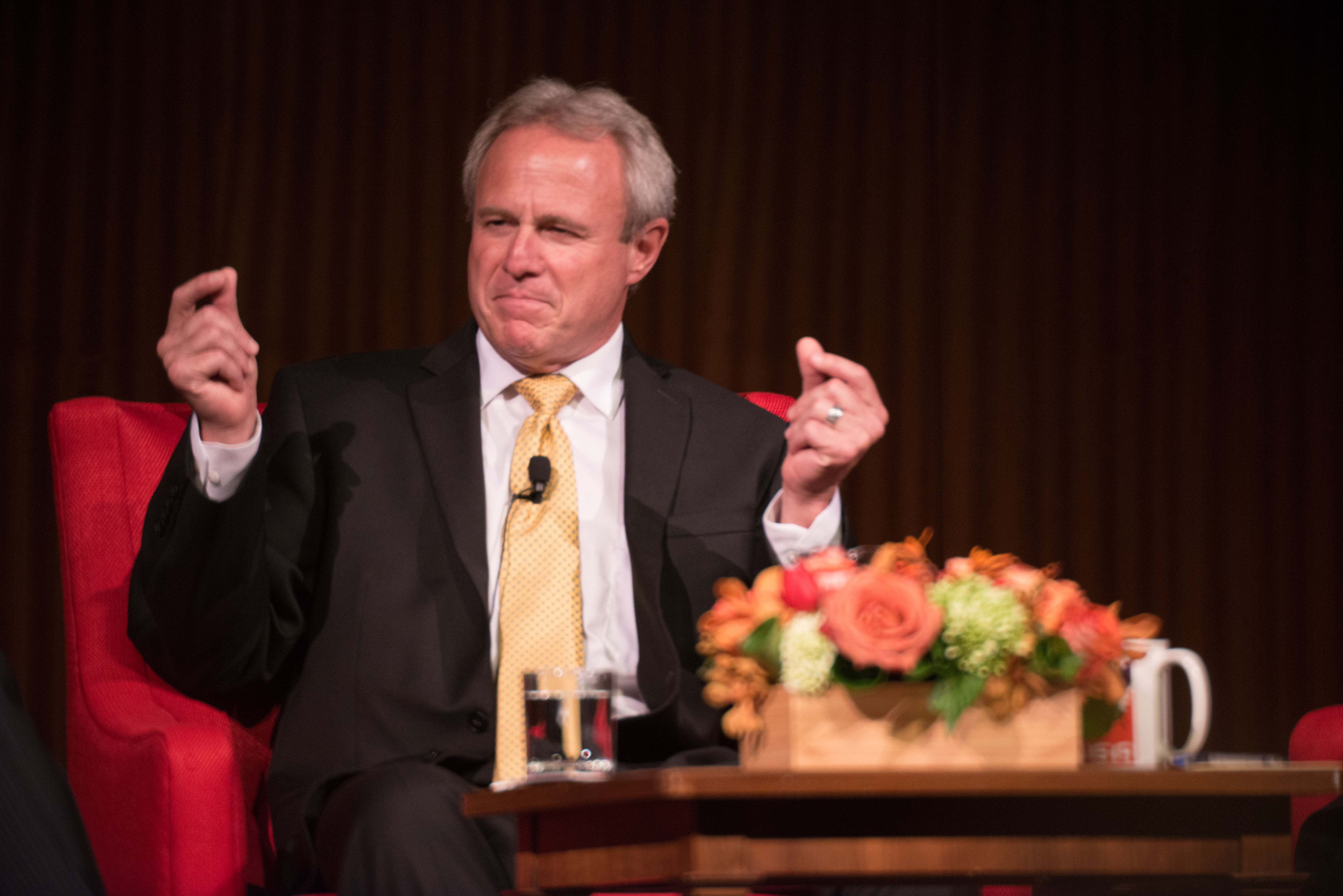
سخنرانی مایکل مورتون در موزه و کتابخانه لیندون بینز جانسون

## داستان قتل
سیزدهم اوت سال ۱۹۸۶ آخرین باری بود که زنش را دیده بود. فردای تولد ۳۲ سالگی‌اش بود. ساعت پنج و نیم صبح، قبل از این که سر کار برود، نگاهی کرده بود به زنش که هنوز خواب بود. عصر برگشته بود دیده بود دور تا دور خونه را نوار زرد کشیده‌اند. شش هفته بعد به جرم قتل او را دستگیر کردند. نه سابقهٔ کیفری داشت، نه سابقهٔ خشونت، نه منفعتی از این کار می‌برد، ولی کلانتری شهرستان ویلیامسون همهٔ سرنخ‌های دیگر را رها کرده و از ابتدا به مایکل مشکوک شده بود.
بعد از کشمکش‌های فراوان و برگزاری چند جلسه دادگاه، مایکل به اتهام قتل همسر به زندان روانه می‌شود. دلایل دادستان به این صورت بود که چون در شب پیش از قتل کریستین نتوانسته بود با مایکل رابطه جنسی برقرار کند و خوابش برده بود، پس مایکل ازین موضوع عصبانی و همسرش را با ضربات متعدد چوب دستی در مقابل چشمان پسر سه ساله اش به قتل رسانده بود.
اشتباهات فاحش و عمدی دادستان به همراه مخفی کردن برخی اسناد مهم این پرونده در کنار دفاع ضعیف مایکل از خودش باعث می شود که مایکل به مدت ۲۵سال در زندان بماند.
پس از گذشت سال ها و با پیشرفت تکنولوژی و انجام آزمایش‌های دی ان ای بالاخره معلوم می‌شود که فرد دیگری قاتل کریستین مورتون بوده‌است؛ که سرانجام منجر به دستگیری قاتلی به نام آلن نوروود (به انگلیسی:Mark Alan Norwood) می‌شود که همسایه‌ها در زمان تحقیقات اولیه به حضور مشکوک یک خودروی ون در پشت خانه مایکل در روزهای منجر به قتل گزارش داده بودند. همچنین دستمال آبی رنگ خونی که اثرات خون و موی همسر مایکل بر روی ان قرار داشت در یک ساختمان مخروبه در نزدیکی محل قتل توسط برادر کریستین مورتون پیدا و تحویل پلیس می‌شود اما توجهی به این سند که عامل آزادی مایکل شد در ان سال، نمی‌شود.
با مشخص شدن آزمایشات و آزادی مایکل مورتون، سرانجام حقایق این پرونده فاش و دادستان اولیه پرونده (کن اندرسون) به حبس و پرداخت ضرر مالی و کار اجباری محکوم می‌شود.

## زندگی پس از آزادی
مایکل پس از آزادی از زندان، رابطه با پسرش اریک را از سر می‌گیرد و در چند سال بعد با Cynthia ازدواج مجدد می‌کند. او هم‌اکنون در شرق تگزاس زندگی می‌کند.
او کتابی در خصوص چند دهه زندگی اش نوشت و بعد از آن در دانشگاه‌های مختلف و حتی در خصوص ولنگاری قضایی دادستان‌های آمریکایی در برخی محافل قضایی سخنرانی کرده‌است.
همچنین مستندی از زندگی پر فراز و نشیب او در سال ۲۰۱۳ با عنوان An Unreal Dream: The Michael Morton Story ساخته شد.